# Corbion (bedrijf)
Corbion, voorheen CSM (Centrale Suiker Maatschappij), is een Nederlands bedrijf dat zich richt op de productie van biologische voedingsingrediënten en biochemicaliën. Het is voortgekomen uit de bietsuikerindustrie. CSM produceerde en distribueerde naast suiker vele soorten bakkerijproducten en ingrediënten voor ambachtelijke en industriële bakkerijen en voor andere markten. In juli 2013 werden de bakkerij-activiteiten verkocht. De naam werd gewijzigd in Corbion met de bio-ingrediëntendivisies 'Purac' en 'Caravan' als hoofdactiviteiten.

## Geschiedenis

### Suiker

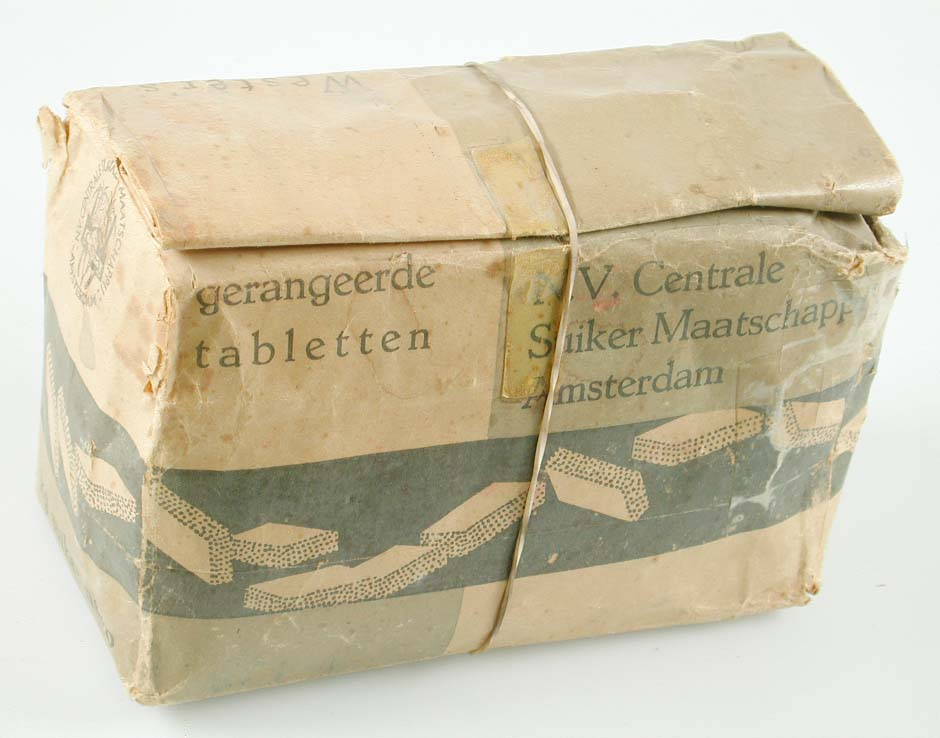
CSM suikerklontjes

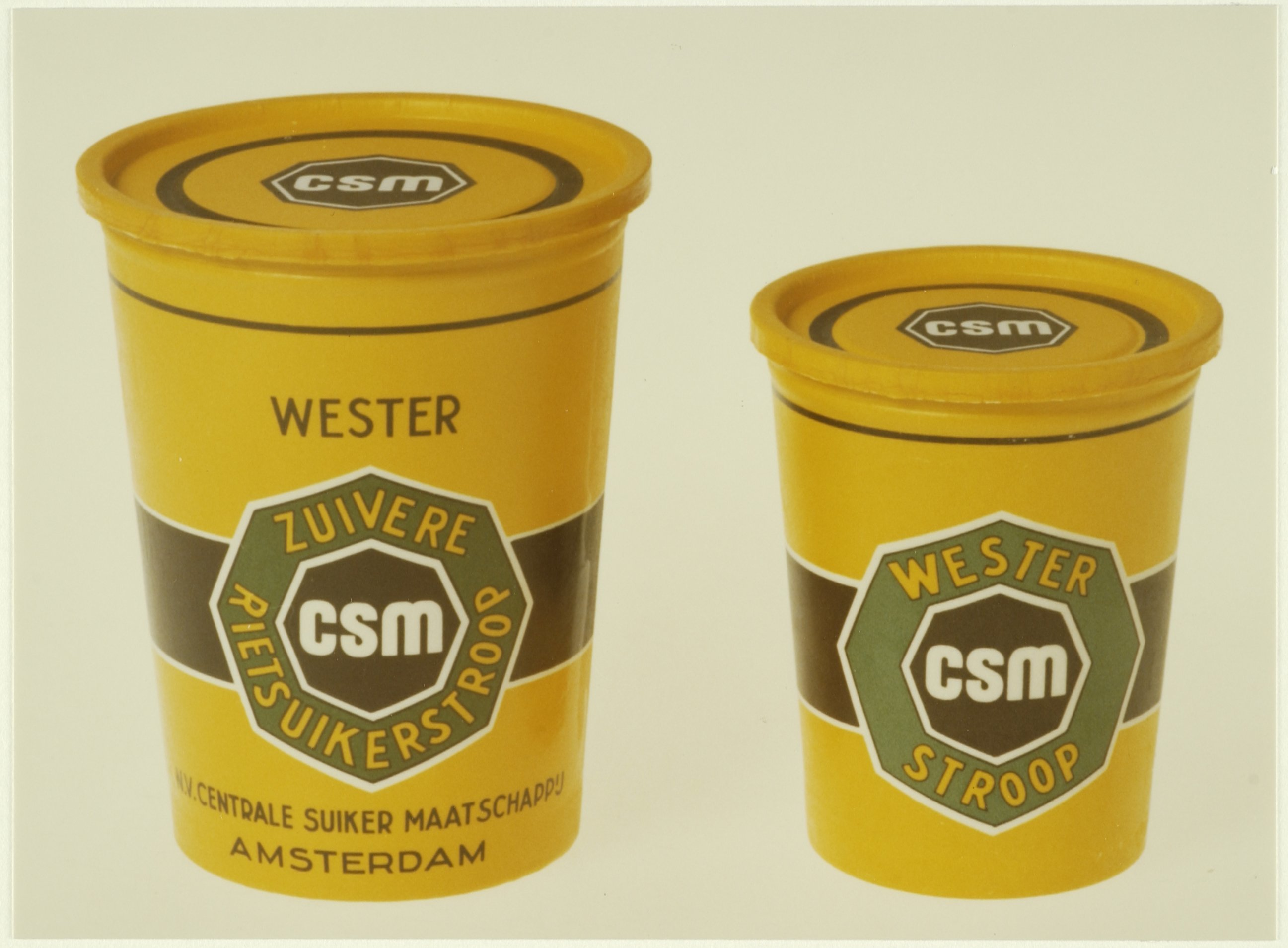
CSM rietsuikerstroop

De Centrale Suiker Maatschappij n.v. is in 1919 opgericht voor de productie van suiker uit suikerbiet en heeft zich hier lange tijd mee beziggehouden. De onderneming was een fusie tussen NV Wester Suikerraffinaderij, NV "Hollandia", de ASMij, en CV Van Loon & Co. De fusie omvatte de 17 particuliere suikerfabrieken die nog over waren van de 28 die in 1910 nog bestonden. Vanaf het midden van de jaren zeventig van de 20e eeuw is het bedrijf uitgegroeid tot een groot concern mede dankzij acquisities.
In 1978 nam CSM de levensmiddelenbedrijven over van Koninklijke Scholten-Honig (KSH) die financieel ten onder was gegaan. CSM betaalde zo'n 70 miljoen gulden voor de activiteiten. Deze bestonden uit Honig's Merkartikelen (zoals soepen, sauzen en deegwaren met vestigingen in Koog aan de Zaan, Wormerveer, Utrecht en Nijmegen), Honig Foods (vooral export), Buisman (gebrande suiker gevestigd in Zwartsluis), Varopa (brood in Tilburg) en de Hollandse Pelmolen (bewerking van peul- en zuidvruchten in Vlaardingen). Deze activiteiten hadden een gezamenlijke omzet van 300 miljoen gulden op jaarbasis.
Een grote overname was die van de bakkerij-ingrediëntendivisie van Unilever in 2000. Met een jaaromzet van € 900 miljoen en een koopsom van € 670 miljoen was dit een majeure transactie. In 2001 werd de levensmiddelendivisie, met merken als Hak, Honig en De Ruijter verkocht. In 2004 was de omzetverdeling over de divisies van CSM als volgt: Bakkerij-ingrediënten Europa 33%, idem Noord-Amerika 30%, Zoetwaren 18% en Suiker en Purac elk met 8%. In 2005 werd de Zoetwarendivisie in de verkoop gedaan. Met merken als Venco, Red Band en Sportlife verdween zo'n € 750 miljoen aan omzet bij CSM.
De suikeractiviteiten gaan geleidelijk een steeds kleiner aandeel krijgen in het totale bedrijf. Hierdoor, en door schaalvergroting van de suikerfabrieken, daalt het aantal suikerfabrieken. Medio 2006 maakte CSM bekend de suikeractiviteiten, met een jaaromzet van circa 250 miljoen euro, te gaan verkopen aan Royal Cosun, het moederbedrijf van de Suiker Unie. Dit bedrijf werd daarmee de enige overgebleven suikerproducent in Nederland. CSM Suiker produceerde toen ongeveer 350.000 à 380.000 ton suiker per jaar met zo'n 300 medewerkers. Begin 2007 werd de verkoop gerealiseerd.

### Bakkerijproducten
In de loop der jaren begaf CSM zich steeds meer op de markt van de levensmiddelen- en zoetwarenindustrie. Vervolgens heeft CSM zich toegelegd op bakkerijproducten en voedingsingrediënten. CSM is de belangrijkste leverancier van bakkerijproducten en –ingrediënten geworden in Europa en Noord-Amerika. De bakkerijdivisies in Europa en Noord-Amerika waren ongeveer even groot wat omzet betreft en vertegenwoordigen tezamen ongeveer 75% van de totale omzet van CSM in 2011. De marktgroei in dit segment was bescheiden.
In februari 2010 maakte CSM de overname bekend van Best Brands, een van de grootste producenten van bakkerijproducten in de Verenigde Staten. Best Brands behaalde een omzet van US$ 538 miljoen in 2009. Na de overname wordt CSM marktleider op het gebied van bakkerijproducten met een totale jaaromzet van ruim US$ 2,3 miljard.
Begin mei 2012 besluit CSM deze divisie volledig te gaan verkopen en zich volledig te richten op groei in de bio-ingrediëntendivisies Purac en Caravan Ingredients. CSM meldt niet voldoende financiële middelen te hebben om in beide activiteiten te investeren en kiest daarom voor behoud van de activiteiten met het grootste groeipotentieel. Een deel van de verkoopopbrengst zal ook worden gebruikt om bestaande schulden af te lossen. De te verkopen bakkerij-activiteiten hadden in 2011 een omzet van € 2,4 miljard, ofwel zo’n 75% van de totale jaaromzet. De bijdrage aan de concernwinst was ongeveer 50%.
In maart 2013 werd de verkoop van de bakkerij-activiteiten in Europa en Noord-Amerika aangekondigd. Investeringsmaatschappij Rhône Capital betaalt hiervoor ruim € 1 miljard. De bakkerij-activiteiten van CSM hadden in 2012 een omzet van zo'n € 2,5 miljard; er werkten 8220 mensen bij het onderdeel in 28 landen. Rhône neemt ook de merknaam CSM over. Op 3 juli 2013 werd de verkoop van Bakery Supplies definitief. CSM veranderde zijn naam in Corbion. Het bedrijf richt zich nu volledig op de productie van biologische voedingsingrediënten en biochemicaliën.
Het jaar voor de verkoop van de bakkerij-activiteiten was CSM actief in zakelijke markten in Europa, Noord-Amerika, Zuid-Amerika en Azië. De onderneming had in 2011 een jaaromzet van € 3,1 miljard en circa 9800 medewerkers in 28 landen. CSM was genoteerd aan Euronext Amsterdam, waar het deel uitmaakt van de Midcap index voor middelgrote fondsen. Het telde drie divisies: CSM Bakery Supplies Europe, CSM Bakery Supplies North America en PURAC (melkzuur en melkzuurderivaten). De verdeling van de omzet over deze drie divisies was in 2011 35%, 52% en 13% respectievelijk.

## Activiteiten Corbion
Corbion is een internationaal opererende onderneming en produceert en levert op biologische grondslag geproduceerde voedingsingrediënten en industriële basisgoederen. Bij de voeding gaat het om enzymen, mineralen en vitamines die vooral worden gebruikt in bakkerijen en vleesindustrie. De industriële goederen betreffen producten op basis van gefermenteerde suiker zoals melkzuur en melkzuurderivaten. Deze producten worden, onder andere, gebruikt in de verfindustrie, in de cosmetica en de farmaceutische industrie en voor huishoudmiddelen.
In 2022 maakte de voedingsingrediënten iets meer dan de helft van de totale omzet uit en de melkzuuractiviteiten zo'n 30%. Verder heeft het nog activiteiten met betrekking tot algen, maar dit is minder dan 5% van de totale omzet. Tot slot heeft Corbion de helft van de aandelen in Total Corbion PLA, waarbij PLA staat voor Poly Lactic Acid, een joint venture met TotalEnergies.
In 2020 besloot Corbion de activiteiten met betrekking tot de emulgatoren te verkopen. Begin 2024 werd overeenstemming bereikt met het Amerikaanse Kingswood Capital. In totaal gaan 175 medewerkers over naar de nieuwe eigenaar en de verkoop levert een incidentele bate op van US$ 275 miljoen voor Corbion. Dit onderdeel maakte ook nog zo'n 20% van de omzet in 2022 uit. 

### Melkzuur
Eind jaren zestig van de 20e eeuw werd gestart met de productie van melkzuur gemaakt van gefermenteerde suiker. De onderneming werd marktleider op het gebied van melkzuur en melkzuurderivaten zoals ingrediënten en supplementen voor houdbaarheidsverlenging van voedsel, cosmetische producten, oplosmiddelen, biologisch afbreekbare plastics, farmaceutische en medische toepassingen. De vraag naar melkzuurproducten neemt per jaar ongeveer met 10% toe.
De melkzuurdivisie bouwde in Thailand een lactidefabriek die eind 2011 operationeel was. Het betrof een investering van € 45 miljoen. Het uit melkzuur gemaakte lactide is een grondstof voor bioplastic. De fabriek heeft een capaciteit van 75.000 ton op jaarbasis. Doelstelling van Corbion was om op termijn een leidende rol te spelen bij het ontwikkelen van bioplastic op basis van melkzuur.
In 2016 besloot Corbion naast de bestaande fabriek in Thailand  een polymelkzuurfabriek te bouwen die in 2018 gereed was. Polymelkzuur (PLA) is een bioplastic, geproduceerd uit biomassa en  biologisch afbreekbaar. Corbion is de tweede aanbieder in deze markt, naast het Amerikaanse Natureworks. De capaciteit van de nieuwe fabriek is 75.000 ton per jaar en vergde een investering van circa € 65 miljoen. In de Thaise lactidefabriek werd voor € 20 miljoen geïnvesteerd om de jaarcapaciteit met 25.000 ton te verhogen. In januari 2020 werd weer een uitbreiding van de capaciteit met 125.000 ton lactide aangekondigd en dit kostte US$ 190 miljoen. De bouw werd eind 2023 afgerond en de productie zal opgestart worden.

## Resultaten
De winstgevendheid van CSM stond aan het begin van het millennium onder druk, er vonden veel reorganisaties plaats en verschuivingen van activiteiten. Door de verkopen van diverse activiteiten, waaronder de suikerdivisie, is de situatie verbeterd. In 2011 waren de resultaten negatief vooral vanwege een grote eenmalige last van € 249 miljoen. Deze hield verband met een afboeking van de goodwill die CSM heeft betaald bij de overnames voor de Europese bakkerij-divisie. Over 2012 leed CSM een nettoverlies van € 64 miljoen mede door een extra afschrijving van € 165 miljoen op de divisie Europese bakkerijproducten.
Na de verkoop van de bakkerijactiviteiten bleven alleen Purac en Caravan Ingredients over. De oude CSM naam werd gewijzigd in Corbion. De twee activiteiten behaalden in 2012 een omzet van € 754 miljoen en telden circa 1800 werknemers per jaareinde. Het verlies over 2014 was vooral het gevolg van de fabriek in Thailand, deze draaide niet op volle capaciteit en Corbion besloot hierop € 17,5 miljoen af te schrijven. Het nettoresultaat van 2019 werd gedrukt door een negatief saldo van positieve en negatieve posten van € 20 miljoen, de grootste verliespost was een afschrijving van € 41 miljoen op de algen activiteiten. Geschoond voor deze bijzondere posten was de winst € 46 miljoen.
| Jaar      | Omzet          | Bedrijfsresultaat | Nettoresultaat |
| --------- | -------------- | ----------------- | -------------- |
| 2005      | € 2618 miljoen | n.b.              | € 55 miljoen   |
| 2006      | € 2421 miljoen | n.b.              | € 64 miljoen   |
| 2007      | € 2486 miljoen | € 60 miljoen      | € 56 miljoen   |
| 2008      | € 2599 miljoen | € 107 miljoen     | € 90 miljoen   |
| 2009      | € 2556 miljoen | € 143 miljoen     | € 87 miljoen   |
| 2010      | € 2990 miljoen | € 158 miljoen     | € 99 miljoen   |
| 2011      | € 3113 miljoen | € 150 miljoen     | € –174 miljoen |
| 2012      | € 3315 miljoen | € 171 miljoen     | € –64 miljoen  |
| 2012 (pf) | € 754 miljoen  | € 38 miljoen      | € 26 miljoen   |
| 2013      | € 744 miljoen  | € 39 miljoen      | € 7 miljoen    |
| 2014      | € 770 miljoen  | € 13 miljoen      | € –18 miljoen  |
| 2015      | € 918 miljoen  | € 109 miljoen     | € 80 miljoen   |
| 2016      | € 911 miljoen  | € 127 miljoen     | € 104 miljoen  |
| 2017      | € 892 miljoen  | € 122 miljoen     | € 85 miljoen   |
| 2018      | € 897 miljoen  | € 88 miljoen      | € 54 miljoen   |
| 2019      | € 976 miljoen  | € 61 miljoen      | € 26 miljoen   |
| 2020      | € 987 miljoen  | € 104 miljoen     | € 73 miljoen   |
| 2021      | € 1071 miljoen | € 82 miljoen      | € 78 miljoen   |
| 2022      | € 1458 miljoen | € 111 miljoen     | € 90 miljoen   |

## Trivia
Op 1 juli 2014 sprak ruim 89 procent van de opgekomen aandeelhouders zich uit tegen de prestatiebeloning die twee oud-bestuurders – ter waarde van ruim een half miljoen euro voor bestuursvoorzitter Gerard Hoetmer en bijna drie ton voor financieel directeur Koos Kramer – in mei van dat jaar bij hun vertrek hadden meekregen. Zij vonden de "succesvolle verkoop" van de bakkerijtak van het bedrijf in juli 2013, waarvoor deze beloning was toegekend, onderdeel uitmaken van het normale takenpakket van een bestuurder.
Aalberts · Air France-KLM · Alfen · Allfunds · AMG · Aperam · ARCADIS ·  Basic-Fit · Corbion · CTP · Eurocommercial Properties · Fagron · Flow Traders · Fugro · Galapagos · InPost · JDE Peet's · Just Eat Takeaway · OCI · SBM Offshore · Signify · TKH Group · Van Lanschot Kempen · Vopak · WDP